# Rick Cornell
Rick Cornell er en tidligere amerikansk fribryder der kæmpede for World Championship Wrestling i 2000.

## World Championship Wrestling
Rick Cornell debuterede som medlem af Natural Born Thrillers, under navnet Reno. Han vandt Hardcore titlen til gruppen, og blev hurtig anset som gruppens monster. Reno indledte også en fejde med Big Vito, og hen imod slutningen af fejden viste de sig at være brødre, og blev et tag team. Reno forsvandt da WCW blev opkøbt af WWF.